# Szojuz 7K–T
A Szojuz 7K–T (GRAU-kódja: 11F615A8) a szovjet Szojuz űrhajók második generációja, mely alkalmas volt a Szaljut űrállomások kiszolgálására. 1973-tól 1981-ig alkalmazták. A típus első repülése személyzettel a Szojuz–12, az utolsó a Szojuz–40 volt. Ez a típus váltotta fel a két alkalommal repült Szojuz 7K–OKSZ-t.

## Története
Az űrhajó tervezését 1970 elején kezdték a Központi Kísérleti Gépgyártási Tervezőirodában (CKBEM) Konsztantyin Busujev és Pavel Cibin főkonstruktőrök irányításával mint a fejlesztés alatt álló DOSZ űrállomásokat kiszolgáló űrhajót. A Szojuz 7K–OK és 7K–OKSZ űrhajón alapult. A fő különbség a 7K–OK-hoz képest az űrállomásokhoz történő kapcsolódást lehetővé tevő dokkolórendszer volt. Eredetileg a 7K–OK-hoz hasonlóan háromszemélyes volt és a személyzet űrruha nélkül repült volna. A típust azonban még a rendszeresítés előtt, a Szojuz–11 1971-es tragédiája után áttervezték. Háromszemélyesről kétszemélyesre alakították, és az űrhajósok a start, a dokkolás, az űrállomásról történő leválás és a visszatérés során  a Szokol űrruhát viselték. A harmadik űrhajós helyére további életfenntartó berendezéseket szereltek be. Első kísérleti indítására 1972-ben Koszmosz–496 jelzéssel került sor.
Alapvető feladata a Szaljut űrállomások kiszolgálása lett, emiatt az űrhajók többsége nem rendelkezett napelemtáblákkal. Önálló repülése során akkumulátorok látták el elektromos energiával, amely három napra elegendő energiaellátást tett lehetővé. Az űrállomáshoz kapcsolódva pedig annak energiaellátó rendszerét használták. Rendkívüli helyzetekben, amikor pl. az űrhajó nem tudott az űrállomáshoz kapcsolódni, energiatakarékosságból az életfenntartó, kommunikációs és irányító rendszereken kívül minden más rendszert le kellett kapcsolni. 
A Szojuz 7K–T önálló repülései során napelemtáblákkal szerelték fel. A Szojuz–13 és a Szojuz–22 dokkoló berendezés nélkül repült, a helyükre asztrofizikai kutatásokra szolgáló kamera volt beépítve.
A 7K–T űrhajók pályára állítására a Szojuz–15-ös repüléséig a Szojuz hordozórakétát, ezt követően a Szojuz–U hordozórakétát alkalmazták.

## Az Almaz űrállomást kiszolgáló változat
A Szojuz 7K–T módosított változata a Szojuz 7K–T/A9 (11F615A9) űrhajó. Ez speciálisan az Almaz katonai űrállomások kiszolgálására tervezett űrhajó volt. 1971 második felében döntöttek arról, hogy a 7K–T-t a DOSZ űrállomások mellett az Almaz katonai űrállomások kiszolgálására is felhasználják. A módosított változat alkalmas volt az Almaz űrállomás távvezérlésére, módosított ejtőernyőt kapott, és több más, speciális katonai célokat szolgáló berendezéssel látták el. Ezeket a személyzettel repülő Almaz űrállomások (Szaljut–3 és Szaljut–5) kiszolgálására használták.

## A Szojuz 7K–T repülései

### Személyzet nélküli repülések
- Koszmosz–496 – Az űrhajó első, személyzet nélküli tesztrepülése volt 1972-ben.
- Koszmosz–573 – A Szojuz 7K–T személyzet nélküli második, a személyzettel végzett repülések előtti utolsó tesztrepülése volt 1973 júniusában.
- Koszmosz–613 – Személyzet nélküli tesztrepülés volt, melynél az űrhajónak a hosszú távú repülés során való viselkedését vizsgálták.
- Koszmosz–656 – A katonai Almaz űrállomást kiszolgáló 11F615A9 változat személyzet nélküli tesztrepülése.
- Szojuz–20 – Személyzet nélküli tesztrepülés, melynek célja az új fedélzeti rendszerek próbája volt.

### Személyzettel végrehajtott repülések
- Szojuz–12 – 1973 szeptemberében személyzettel végrehajtott első tesztrepülés.
- Szojuz–13 – Személyzettel végrehajtott második tesztrepülés 1973 decemberében. Az űrhajón nem volt dokkolóberendezés, helyére egy Orion–2 típusú, asztrofizikai kutatásokra szolgáló kamerát szereltek.
- Szojuz–14 – Az első személyzetet szállította a Szaljut–3 katonai űrállomásra 1974 júliusában.
- Szojuz–15 – 1974 augusztusában végrehajtott űrrepülés, melynek során a második személyzetet szállították volna a Szaljut–3-ra. A dokkolórendszer hibája miatt a csatlakozás sikertelen volt.
- Szojuz–17 – 1975 januárjában indították a Szaljut–4 űrállomás első személyzetével.
- Szojuz–18A – Sikertelen repülés, az űrhajó 192 km-re emelkedve csak szuborbitális repülést hajtott végre
- Szojuz–18
- Szojuz–21
- Szojuz–23
- Szojuz–24
- Szojuz–25
- Szojuz–26
- Szojuz–27
- Szojuz–28
- Szojuz–29
- Szojuz–30
- Szojuz–31
- Szojuz–32
- Szojuz–33
- Szojuz–34
- Szojuz–35
- Szojuz–36
- Szojuz–37
- Szojuz–38
- Szojuz–39
- Szojuz–40